# Williamson (Nueva York)
Williamson es un pueblo ubicado en el condado de Wayne en el estado estadounidense de Nueva York. En el año 2000 tenía una población de 6,777 habitantes y una densidad poblacional de 75.6 personas por km².

## Geografía
Williamson se encuentra ubicado en las coordenadas 43°16′47″N 77°11′11″O / 43.27972, -77.18639.

## Demografía
Según la Oficina del Censo en 2000 los ingresos medios por hogar en la localidad eran de $51,068, y los ingresos medios por familia eran $56,757. Los hombres tenían unos ingresos medios de $39,250 frente a los $31,250 para las mujeres. La renta per cápita para la localidad era de $20,701. Alrededor del 2.7% de la población estaban por debajo del umbral de pobreza.